# 普瓦 (马恩省)
普瓦（法語：Poix，法語發音：[pwa] ⓘ）是法国马恩省的一个市镇，位于该省中东部，属于香槟沙隆区。

## 地理
普瓦（48°57'47"N, 4°37'30"E）面积14.72 平方千米，位于法国大東部大區马恩省，该省份为法国东北部内陆省份，北起阿登省，西北接埃纳省，西南接塞纳-马恩省，南至奥布省，东南接上马恩省，东临默兹省。
与普瓦接壤的市镇（或旧市镇、城区）包括：库佩维尔、库尔蒂索勒、勒弗雷讷、埃尔蓬、马尔松、穆瓦夫尔、索姆韦勒。

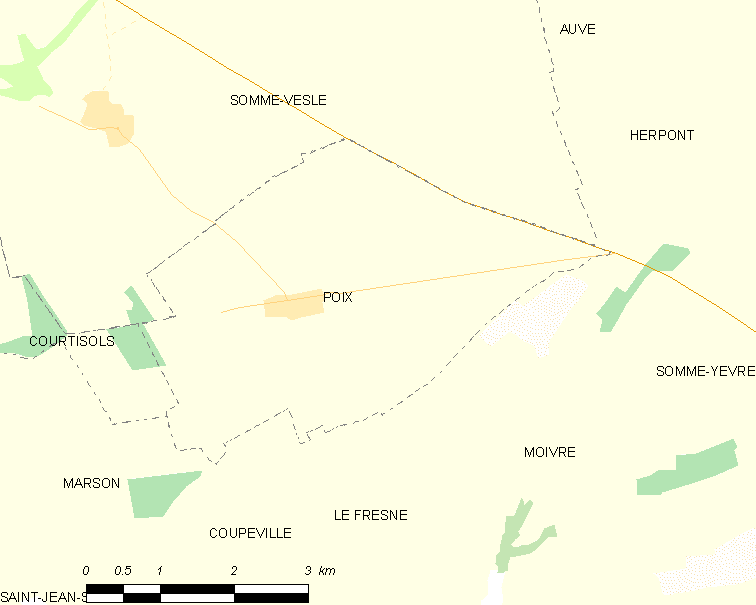
的OSM定位图

普瓦的时区为UTC+01:00、UTC+02:00（夏令时）。

## 行政
普瓦的邮政编码为51460，INSEE市镇编码为51438。

## 政治
普瓦所属的省级选区为阿戈讷-叙普-韦勒县。

## 人口

1962-2008年间人口变化图示

普瓦于2022年1月1日时的人口数量为71人。